# 物种形成

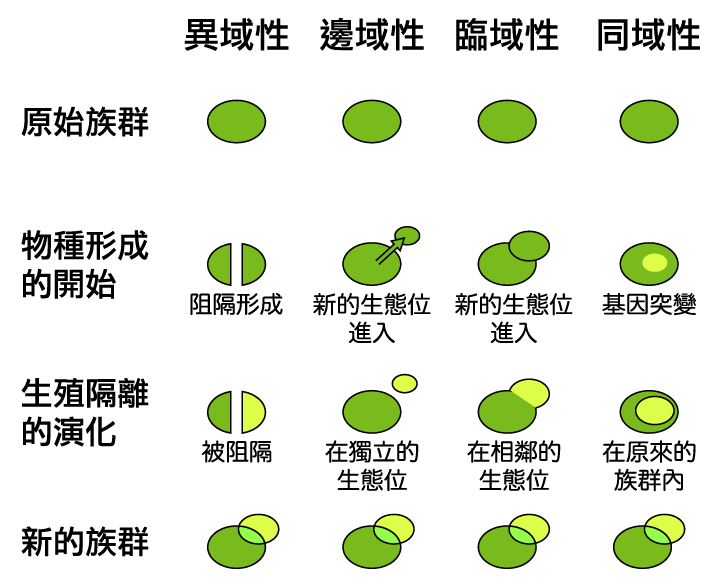

物種形成 (Speciation)，又稱為種化或成种，是演化的一個過程，指生物的物種一分為二的過程。
达尔文在《物种起源》中认为自然选择是物种形成的主导因素，但一直以来认为是物种形成是随机的。直到生殖隔离的概念提出后, 自然选择在物种形成中的作用才重新受到重视。

## 基本原理
生物學物種（Biological species）將物種定義為無法和其他生物交配產生具生殖力後代的族群，因此，種化就是生物之間形成生殖隔離的演化過程。演化物種（Evolutionary species）則將物種視為有獨自演化歷史和未來的族群，由此出發則種化可以視為一個基因庫變得無法和其他基因庫交流的過程。若考量演化的單位不是整個基因組而是一段段的基因序列，則可將種化視為一段基因失去和其他同源基因重組能力的過程。
造成種化的演化力量包括天擇（分裂選擇和其他種類）、性擇、突變、基因重組、以及遺傳漂變。人工培育選種以及基因工程也可以引發種化。

## 依地理關係分類
物種形成主要可以依地理條件區分為4種模型。包括异域性物种形成（Allopatric speciation）、同域性物種形成（Sympatric speciation）、邊域性物種形成（Peripatric speciation）與臨域性物種形成（Parapatric speciation）。邊域種化有時視為異域種化的一種。

### 異域種化 (Allopatric speciation)
同一物種由於地理隔離，被分隔為兩個無法接觸的族群。兩個族群獨自演化，長期累積變異，等到再次接觸時，累積的變異已經使兩個族群的生物無法產生後代，而成為不同的物種。

### 同域種化 (Sympatric speciation)
同一物種在相同的環境，直接變成不同的物種。一般認為同域種化較難發生，因為基因重組會在短時間內打破兩個族群累積的基因變異。有不少生物學家（包括提出異域種化的Ernst Mayr）認為同域種化不可行，或是在自然界只佔非常少數的案例。
已有不少同域種化的機制被提出、發現或證實。其中之一是植物形成可存活的四倍體或雜交種，有些時候後代仍可正常開花結果，或改為透過無性生殖繁衍，但因為染色體數量的變化而無法和任一親代雜交，如此只需一個世代即可發生同域種化。另一個可行的機制是透過再加強（reinforcement）演化出選型交配而達成交配前生殖隔離。

### 邊域種化 (Peripatric speciation)
種化過程中，一個小族群由於某種原因和原來的大族群隔離；隔離時，小族群的基因經歷劇烈變化；當小族群再跟大族群相遇時，已經形成不同物種。一般認為邊域種化最常發生，因為將一個族群大致均分為二（異域種化）的事件不常發生，而且小族群常因瓶頸效應或遺傳漂變在短時間內累積大量的變異。

### 鄰域種化 (Parapatric speciation)
兩個種化中的族群雖然約略分開，但是保持相鄰並有部份的基因交流。其中一個族群因棲位分割或環境漸層而漸漸變得不同。有時從一極端到另一極端之間的各族群都有些許不同，但彼此相鄰的兩族群之間仍能互相雜交，但在兩邊最極端的族群已經差異太大而形成不同的種類，若兩端無法雜交的族群繞了一圈又有接觸，稱為環物種。

## 依生殖隔離分類
生殖隔離可以依其機制發生的時間點在交配之前或之後，或形成合子之前或之後，分為交配前隔離、交配後隔離，或合子前隔離、合子後隔離。
Coyne和Orr的研究指出，合子前隔離可以在兩個族群差異不大時就演化出來，合子後隔離則隨基因差異增加而增加；除此之外，交配前隔離在同域種化時較快演化出來。

### 交配前隔離
如果兩個族群因解剖構造無法交配，或在行為上不互相交配，是為交配前隔離。例如螺的左右旋可以由簡單的基因差異產生，而不同方向的螺往往無法交配，而形成種化。另一個例子是17年蟬的部份族群演化成13年蟬，因為活動時間的不同而失去交配的機會，成為兩個不同的物種。
再加強（reinforcement）是形成交配前隔離的一個重要的機制。當兩個族群的雜交後代因為外在的分裂選擇或內部的合子後隔離而缺乏存活率或生育力時，相較於繼續跨族群雜交並生育這些混種後代，在族群內選型交配生育純種後代是比較有利的行為。因此兩個族群會各自演化出只和自己族群交配的行為，形成交配前生殖隔離。選型交配也會造成性擇，進而造成性徵的快速分化。

### 交配後合子前隔離
如果交配後無法形成受精卵，即為交配後合子前隔離。

### 合子後隔離
不同族群間的雜交後代如果無法存活或不孕，稱為合子後隔離。可以分為兩大類：內在隔離和外在隔離。
內在隔離指來自不同族群的基因在雜交個體會透過上位作用（Epistasis）互相干擾，造成個體無法生常發育。多布然斯基-馬勒基因不相容模型顯示，兩個族群間至少需要有兩個基因座被置換成不同的等位基因，才能在雜交時讓彼此未曾接觸過的基因首次相遇，而發生合子後生殖隔離。霍爾登氏法則指出雜交後代如果主要只有一個性別死亡或不孕時，這個性別是異配性別（性染色體是XY、ZW或X0）。造成此現象的可能原因包括性染色體上的隱性基因在異型合子上會顯現、或雄性（常常是異配性別）因為性擇的影響演化比較快。
外在隔離指雜交後代的性狀介於親代雙方之間，因為環境中的分裂選擇，造成這種性狀的個體無法適應環境。外在隔離必須有非常強的分裂選擇造成雜交後代完全無法存活才能算是種化，否則需要配合再加強或其他機制才能完成種化。

## 速率
演化是漸變的，但由於地質時間很長，種化可以在相對短的時間內發生。依據間斷平衡理論，物種大多數時間是維持不變的，只有在相對短的時間內發生較大規模的變化。不同支系的生物在種化速率和絕種速率的差異，會造成物種層級的選擇；種化較快、絕種較慢的支系會產生較多物種，反之則較少。